# Oxsjöån
Oxsjöån är en å som har sin källa i Oxsjön i Härjedalen (Vemdalens socken/kyrkby) och Jämtland mellan Oxsjövålen och Oxsjöfjället och flödar i nordvästlig riktning upp mot södra Jämtland och mynnar i Ljungan i höjd med Fotingen. Sjön och ån har historiskt varit viktig för både Klövsjö och Vemdalen, varför landskapsgränsen och sockengränserna gör en något speciell sväng vid platsen för Oxsjöns utlopp i Oxsjöån och en sträcka nedströms.
Fiskeriintententen Ågren skrev år 1934: Oxsjöån som rinner ned i sjön Fotingen från höger, utgör betydande reproduktionsområden för storöring — i detta fall för öring som växer upp i sjösystemet Fotingen-Lännässjön-Skålsjön-Klövsjön och som uppträder ända ned mot Trångforsen. I Oxsjöån har det aldrig förekommit några vandringshindrande byggnationer.